# Trifurcula macedonica
Trifurcula macedonica là một loài bướm đêm thuộc họ Nepticulidae. Nó được miêu tả bởi A. và Z. Laštuvka năm 1998. Nó được tìm thấy ở Negotino, Macedonia.